# Onufry Zagłoba
Jan Onufry Zagłoba je fiktivní postava z trilogie od Henryka Sienkiewicze. Společně s dalšími postavami z trilogie se Zagłoba během bojů na straně Polsko-litevské unie vydává vstříc různým výzvám, kdy hledá dobrodružství a slávu. Zagłoba je jednou z nejoblíbenějších a nejvýznamnějších Sienkiewiczových postav. I když bývá častokrát srovnáván s Shakespearovským charakterem Falstaffem, prochází jako postava taktéž extenzivním vývojem, kdy se z něj stává žoviální a mazaný hrdina.

## Fiktivní životopis
Do setkání s další postavou z trilogie, Janem Skrzetuským, žije Zagłoba bezvýznamný život nižšího šlechtice, který se snaží přežít na úkor zneužívání dobré vůle druhých. Jakmile je ovšem vtažen do společnosti hrdinských osobností, sám se postupně mění, aby nakonec byl hoden jejich důvěry a přátelství. Společně s nimi se Zagłoba během bojů na straně Polsko-litevské unie vydává vstříc různým výzvám, kdy hledá dobrodružství a slávu. Během hostiny, už v jistém stavu opilosti, byl prvním, který nazval knížete Janusze Radziwiłła zrádcem. Díky tomu se následovně stává všeobecně známou osobností, se kterou je mocnými magnáty zacházeno s respektem a jež radí samotnému králi. Byl skoro lysý a napůl slepý, známý svou láskou k pití a vyprávění příběhů (povětšinou oslavující jeho maličkost). Měl tendence tropit si šprťouchlata ze všeho a z každého. Později byl proslulý jakožto mazaný taktik.
Jeho erb nese jméno Wczele či Zagłoba.

## Význam a literární analýza

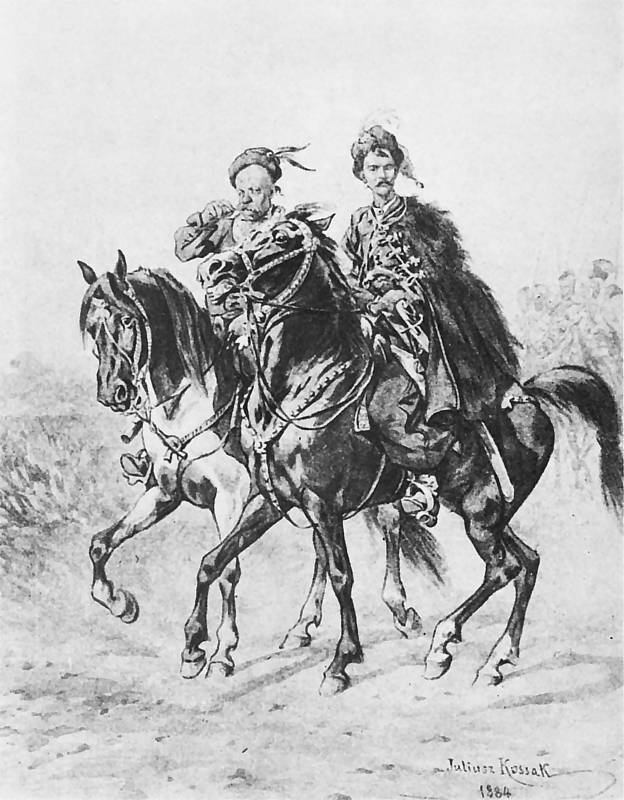
Zagłoba (nalevo) a Bohun od Juliusze Kossaka

Zagłoba se objevuje v Sienkiewiczově trilogii: Ohněm a mečem (Ogniem i mieczem), Potopa (Potop) a v poslední knize s názvem Pan Wołodyjowski.
Stanisław Kozłowski míní, že Zagłoba je vnímán jako jedna z Sienkiewiczových nejoblíbenějších a nejvýznamnějších postav. Roman Dyboski napsal, že Zagłobova humorná osobnost byla jednou z nejdéle trvajících Sienkiewiczových charakterů. Podle Horsta Frenze Zagłoba „navždy patří do výstavní síně nesmrtelných komických charakterů světové literatury, kdy je naprosto originální“.
Bývá častokrát srovnáván s Shakespearovským charakterem Falstaffem. Toto srovnání, učiněno Dibovským a dalšími, je častokrát založeno na jeho sklonu k pití a oblibě bujaré společnosti, ostrém jazyku a vychytralosti, zbabělosti, ale také na vyprávění přehnaných příběhů o dobrodružstvích z dob jeho mládí. Na rozdíl od Falstaffa dospívá k tomu, aby se z něj postupem času stala vyzrálejší postava. Tato proměna je nejvíce patrná v první knize, začínající momentem, kdy se rozhodne riskovat život, aby ochránil dámu v nouzi, Helenu, uprostřed probíhajícího Chmelnického povstání. Právě tato proměna je tím zásadním rozdílem mezi Zagłobou a Falstaffem. Sám Sienkiewicz napsal o Zagłobovi a Falstaffovi toto:
„Myslím si, že Zagłoba je lepší charakter než Falstaff. Srdcem byl tenhle starý šlechtic dobrým společníkem. Kdyby došlo k nejhoršímu, pustil by se do boje s veškerou statečností. Zato z Shakespearova Falstaffa by se v podobné situaci stal pouhý zbabělec.“
William Lyon Phelps poznamenává, že pokud je Zagłoba kopií Falstaffa, zůstává stejně dobrým jako samotný originál, za což by si Sienkiewicz zasloužil pochvalu. Edward Bolland Osborn míní, že Zagłoba je příliš komplexní, aby byl porovnáván pouze s jedinou postavou, když má kvality mnohých, kdy jej preferuje popsat jako karikaturu „polského ducha v posledních dnech kavalírství, kdy šavle byla stále tím posledním argumentem a Polsko bylo hlavní baštou křesťanstva proti obrovské armádě Turků.“. Z politického hlediska je Zagłoba modelem drobného polského šlechtice z doby sejmíky řízené polské politiky, poněkud netolerantní katolík a hlasitý podporovatel sarmatských hodnot, jako jsou Zlaté svobody a liberum veto, považující šlechtickou třídu za nadřazenou ostatním.
Další postava, ke které je Zagłoba přirovnáván díky jeho rafinovanému smýšlení, vždy plné hlavě plánů a strategií, je Odysseus (Ulysses). Je také častokrát přirovnáván k řadě jiných charakterů, jako je například Thersites nebo ústřední hrdina římské hry Miles Gloriosus (Nadutý voják).
Stanisław Kozłowski poznamenává, že dobrosrdečný a veselý portrét Zagłoby je Sienkiewiczem použit k vyvážení temného zasazení příběhů, které se odehrávají během válek a devastací. Je symbolem nehynoucího optimismu a naděje, stratég, jenž si umí najít svou cestu z nesnází. Je taktéž běžně považován za zároveň komickou postavu a hrdinu patriota, i když se jim častěji stává spíše z nutnosti okamžiku. Je respektován za své nápady, inteligenci a ostrý jazyk. Kupříkladu, když švédský král Karel X. Gustav slíbil dát Janu Zamojskému dědičně Lublinské vojvodství za otevření bran města Zamość, Zagłoba se otázal Jana, aby naoplátku slíbil, že dá švédskému králi výměnou nizozemskou provincii, což Jan přeložil do latiny švédskému zástupci. Každý, kdo to uslyšel, se začal švédskému králi smát.
Zagłobův trvalý vliv na polskou kulturu může být patrný například z jeho výskytu v polské televizní reklamě na Okocimský pivovar z roku 2000.

## Zagłoba ve filmu a televizi
- 1914 – Obrana Čenstochové (režíroval Edward Puchalski) – ztvárněn Aleksandrem Zelwerowiczem
- 1962 – Col ferro e col fuoco (režíroval Fernando Cerchio) – ztvárněn Akimem Tamiroffem
- 1969 – Pan Wołodyjowski (režíroval Jerzy Hoffman) – ztvárněn Mieczysławem Pawlikowským
- 1969 – Příhody pana Michała (televizní seriál), (režíroval Pawel Komorowski) – ztvárněn Mieczysławem Pawlikowským
- 1974 – Potopa (režíroval Jerzy Hoffman) – ztvárněn Kazimierzem Wichniarzem
- 1999 – Ohněm a mečem (režíroval Jerzy Hoffman) – ztvárněn Krzysztofem Kowalewským